# ポラロイド (映画)
『ポラロイド』（原題：Polaroid）は、2017年制作のアメリカ合衆国のホラー映画。ポラロイドカメラを題材としたホラー映画。
リブート版『チャイルド・プレイ』の監督に抜擢されたノルウェー出身のラース・クレヴバーグが2015年に手がけた短編映画『Polaroid』をセルフリメイクし、長編映画監督&ハリウッドデビューした作品。

## あらすじ
カメラ好きの女子高生バードはある日、バイト先のアンティークショップで同僚のタイラーから掘り出し物の古いポラロイドカメラをプレゼントされる。早速タイラーで試し撮りをした彼女は、すっかりそのカメラを気に入る。
だがその数日後、バードはタイラーが不審な死を遂げたことを知る。さらにその後も、友人たちが次々と謎の死を遂げていく。さらに、写真を燃やして処分しようとすると、被写体の体にも火がつくという奇怪な現象が起きる。
バードはボーイフレンドのコナーと共に調査を始める。その結果、彼らは皆例のポラロイドカメラで撮影された人物であった。やがてバードは、タイラーの写真に奇妙な影が写っていたことを思い出す。しかし、改めて確認すると、その影はすっかり消えていた。その影は被写体が死ぬと、別の被写体に移動するという不気味な動きをしていた。

## キャスト
- バード：キャスリン・プレスコット
- コナー：タイラー・ヤング
- ケイシー：サマンサ・ローガン
- 謎の老女：グレイス・ザブリスキー
- ペンブローク保安官：ミッチ・ピレッジ
- ハビエル・ボテット
- ケイティ・スティーヴンス
- マデリン・ペッチ
- ショーナ・マクドナルド
- ダヴィ・サントス
- プリシラ・キンタナ
- キーナン・トレイシー
- エリカ・プレボー